# 1914 Hartbeespoortdam
1914 Hartbeespoortdam eller 1930 SB1 är en asteroid i huvudbältet som upptäcktes den 28 september 1930 av den holländske astronomen Hendrik van Gent i Johannesburg. Den har fått sitt namn efter Hartbeespoort dammen i Sydafrika.
Asteroiden har en diameter på ungefär 9 kilometer.